# Die Erbin (2013)
Die Erbin ist ein deutsches Drama aus dem Jahr 2013 der deutsch-kurdischen Regisseurin Ayşe Polat. Der Film erzählt von einer jungen türkischen Journalistin, die in das Dorf ihres verstorbenen Vaters in der Türkei reist, um ein Buch über ihre Familie zu schreiben. Der Film premierte auf dem Internationalen Filmfestival Rotterdam.

## Inhalt
Die in Berlin aufgewachsene Hülya Kocar reist ins türkische Damal, das Heimatdorf ihrer Eltern. Die mit modernen Werten aufgewachsene junge Schriftstellerin möchte einen Roman über ihren Vater schreiben. Ihre Spurensuche führt sie weit in die Vergangenheit und konfrontiert Hülya mit ihrer eigenen Familiengeschichte und den Moralvorstellungen, die innerhalb des Dorfes damals galten. Sie findet heraus, dass ihr Vater als junger Mann damit beauftragt wurde, sein Schwägerin zu bestrafen, da sie die strengen Verhaltensregeln missachtet hatte. 

## Rezeption
„Einfühlsamer Spielfilm, der eindringlich das Aufeinanderprallen von Kulturen und 
Verhaltensregeln an der europäischen Peripherie skizziert.“

„Ayse Polats ruhiges Drama wirkt fast dokumentarisch, ist lakonisch und mit feinem Gespür für die Stimmung des Ortes erzählt.“